# Borș de burechiușe
Le borș de burechiușe, borș de burechițe ou supă de găluște est un plat roumain et moldave spécifique de la cuisine régionale de Moldavie et de Bucovine. Le burechiușe ou gălușcă également connu sous le nom de urechiușe (« petites oreilles ») est une pâte carrée ressemblant à un ravioli, remplie de champignons tels que le boletus edulis, scellée autour de ses bords, puis remuée et ensuite bouillie dans une ciorbă. Les borș de burechiușe sont traditionnellement consommés lors du dernier jour de jeûne au moment de la veille de Noël.

## Étymologie
Dans les régions de Bucovine et de Moldavie, le mot borș est un synonyme de la soupe appelée ciorbă. L'étymologie de burechiușe n'est pas claire. Si les burechițe tirent leur nom de la langue turque börek, donc en butte aux influences culturelles et culinaires venant d'eux, ou bien il emprunte son nom à celui du champignon boletus, burete dans sa version rhotacique en langue roumaine, sur le modèle des raviolis.